# Världsmästerskapen i alpin skidsport 1978
Världsmästerskapen i alpin skidsport 1978 arrangerades den 29 januari–5 februari 1978 i Garmisch-Partenkirchen i det dåvarande Västtyskland.

## Herrar

### Störtlopp
Datum: 29 januari 1978

| Placering | Land         | Namn             | Tid     |
| --------- | ------------ | ---------------- | ------- |
| 1         | Österrike    | Josef Walcher    | 2.04,12 |
| 2         | Västtyskland | Michael Veith    | 2.04,19 |
| 3         | Österrike    | Werner Grissmann | 2.04,46 |

### Storslalom
Datum: 2 februari 1978

| Placering | Land          | Namn             | Tid     |
| --------- | ------------- | ---------------- | ------- |
| 1         | Sverige       | Ingemar Stenmark | 3.02,52 |
| 2         | Liechtenstein | Andreas Wenzel   | 3.04,56 |
| 3         | Liechtenstein | Willi Frommelt   | 3.04,75 |

### Slalom
Datum: 5 februari 1978

| Placering | Land          | Namn             | Tid     |
| --------- | ------------- | ---------------- | ------- |
| 1         | Sverige       | Ingemar Stenmark | 1.39,54 |
| 2         | Italien       | Piero Gros       | 1.40,20 |
| 3         | Liechtenstein | Paul Frommelt    | 1.40,47 |

### Alpin kombination
Datum: 5 februari 1978

| Placering | Land          | Namn           | Poäng   |
| --------- | ------------- | -------------- | ------- |
| 1         | Liechtenstein | Andreas Wenzel | 2732,34 |
| 2         | Västtyskland  | Sepp Ferstl    | 2749,64 |
| 3         | USA           | Pete Patterson | 2752,28 |

## Damer

### Störtlopp
Datum: 1 februari 1978

| Placering | Land         | Namn                  | Tid     |
| --------- | ------------ | --------------------- | ------- |
| 1         | Österrike    | Annemarie Moser-Pröll | 1.48,31 |
| 2         | Västtyskland | Irene Epple           | 1.48,55 |
| 3         | Italien      | Doris de Agostini     | 1.49,11 |

### Storslalom
Datum: 4 februari 1978

| Placering | Land         | Namn                  | Tid     |
| --------- | ------------ | --------------------- | ------- |
| 1         | Västtyskland | Maria Epple           | 2.41,15 |
| 2         | Schweiz      | Lise-Marie Morerod    | 2.41,20 |
| 3         | Österrike    | Annemarie Moser-Pröll | 2.41,90 |

### Slalom
Datum: 3 februari 1978

| Placering | Land         | Namn           | Tid     |
| --------- | ------------ | -------------- | ------- |
| 1         | Österrike    | Lea Sölkner    | 1.24,85 |
| 2         | Västtyskland | Pamela Behr    | 1.25,33 |
| 3         | Österrike    | Monika Kaserer | 1.25,37 |

### Alpin kombination
Datum: 4 februari 1978

| Placering | Land          | Namn                  | Poäng   |
| --------- | ------------- | --------------------- | ------- |
| 1         | Österrike     | Annemarie Moser-Pröll | 2460,39 |
| 2         | Liechtenstein | Hanni Wenzel          | 2476,80 |
| 3         | Frankrike     | Fabienne Serrat       | 2478,44 |

## Medaljligan
| Placering | Land          | Guld | Silver | Brons | Totalt |
| --------- | ------------- | ---- | ------ | ----- | ------ |
| 1         | Österrike     | 4    | -      | 3     | 7      |
| 2         | Sverige       | 2    | -      | -     | 2      |
| 3         | Västtyskland  | 1    | 4      | -     | 5      |
| 4         | Liechtenstein | 1    | 2      | 2     | 5      |
| 5         | Schweiz       | -    | 1      | 1     | 2      |
| 6         | Italien       | -    | 1      | -     | 1      |
| 7         | Frankrike     | -    | -      | 1     | 2      |
|           | USA           | -    | -      | 1     | 1      |